# 3149 Okudzhava
3149 Okudzhava è un asteroide della fascia principale. Scoperto nel 1981, presenta un'orbita caratterizzata da un semiasse maggiore pari a 2,2483918 UA e da un'eccentricità di 0,1570513, inclinata di 7,12910° rispetto all'eclittica.
L'asteroide era stato inizialmente battezzato 3149 Okudjeva per poi essere corretto nella denominazione attuale.
L'asteroide è dedicato al poeta e cantautore sovietico Bulat Šalvovič Okudžava.